# Боцій
Боцій (рос. Боций) — село Джидинського району, Бурятії Росії. Входить до складу Сільського поселення Боційське.
Населення — 550 осіб (2015 рік).